# Баффало-Гроув (Іллінойс)
Баффало-Гроув (англ. Buffalo Grove) — селище (англ. village) в США, в округах Лейк і Кук штату Іллінойс. Населення — 43 212 особи (2020).

## Географія
Баффало-Гроув розташоване за координатами 42°9′58″ пн. ш. 87°57′43″ зх. д. / 42.16611° пн. ш. 87.96194° зх. д. (42.165981, -87.961826).  За даними Бюро перепису населення США в 2010 році селище мало площу 24,68 км², з яких 24,61 км² — суходіл та 0,08 км² — водойми.

## Демографія
Згідно з переписом 2010 року, у селищі мешкало 41 496 осіб у 16 206 домогосподарствах у складі 11 621 родини. Густота населення становила 1681 особа/км².  Було 17034 помешкання (690/км²).
Расовий склад населення:
| - 79,8 % — білих - 16,0 % — азіатів - 1,0 % — чорних або афроамериканців - 0,2 % — корінних американців - 1,4 % — осіб інших рас |

До двох чи більше рас належало 1,6 %. Частка іспаномовних становила 4,9 % від усіх жителів.
За віковим діапазоном населення розподілялося таким чином: 23,6 % — особи молодші 18 років, 64,5 % — особи у віці 18—64 років, 11,9 % — особи у віці 65 років та старші. Медіана віку мешканця становила 41,9 року. На 100 осіб жіночої статі у селищі припадало 93,7 чоловіків;  на 100 жінок у віці від 18 років та старших — 90,7 чоловіків також старших 18 років.
Середній дохід на одне домашнє господарство  становив 119 904 долари США (медіана — 100 098), а середній дохід на одну сім'ю — 137 681 долар (медіана — 116 579). Медіана доходів становила 86 050 доларів для чоловіків та 61 090 доларів для жінок. За межею бідності перебувало 4,3 % осіб, у тому числі 3,6 % дітей у віці до 18 років та 6,3 % осіб у віці 65 років та старших.
Цивільне працевлаштоване населення становило 22 763 особи. Основні галузі зайнятості: освіта, охорона здоров'я та соціальна допомога — 22,1 %, науковці, спеціалісти, менеджери — 16,6 %, виробництво — 12,7 %, фінанси, страхування та нерухомість — 11,6 %.